# Holger Bunk
Holger Bunk (* 5. Dezember 1954 in Essen) ist ein deutscher Maler.

## Leben und Werk

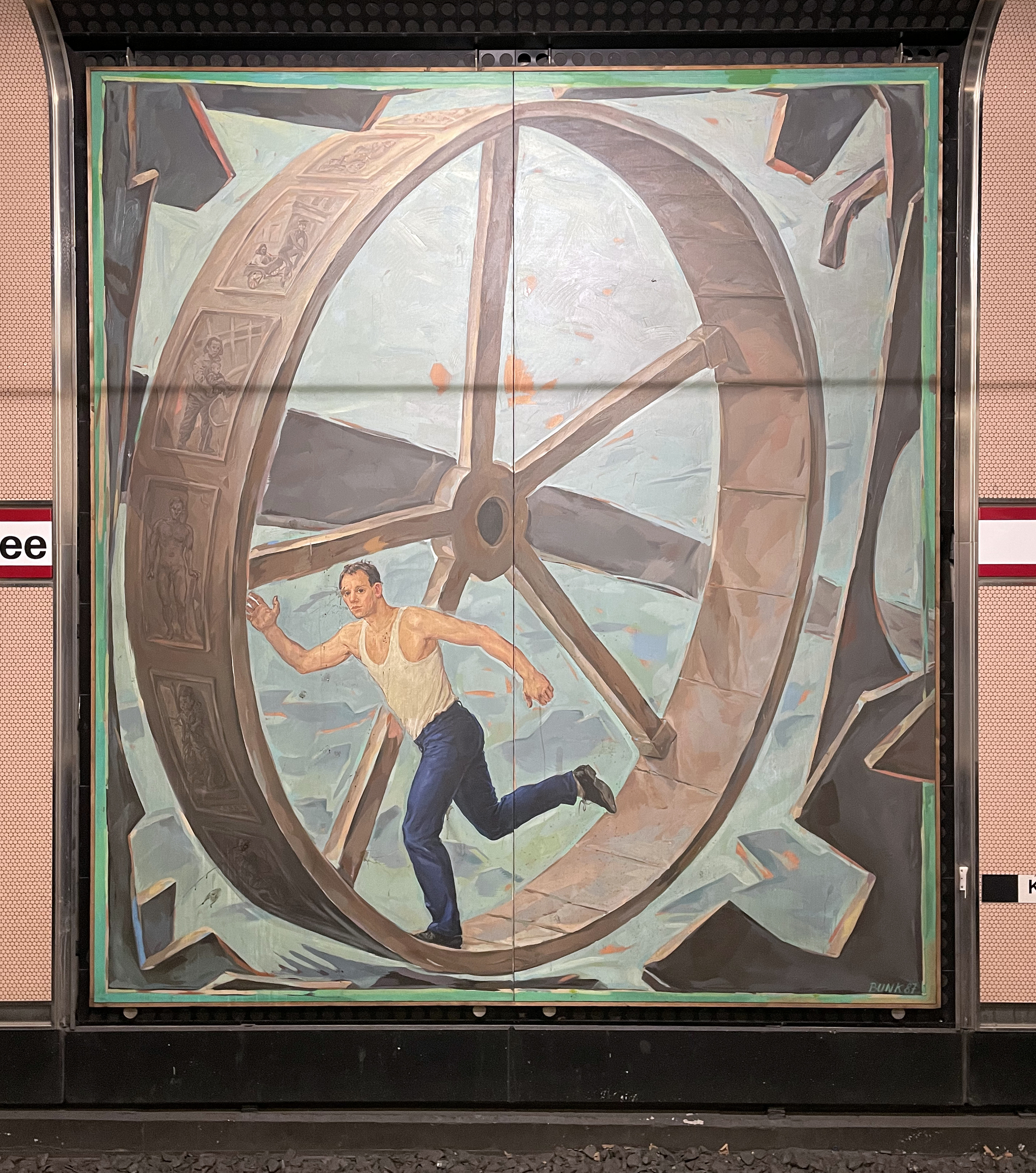
Gemälde von Holger Bunk von 1987, 400 cm × 300 cm, für das Kunstprojekt U-Bahnhof Heinrich-Heine-Allee

Von 1974 bis 1982 studierte er an der Staatlichen Kunstakademie Düsseldorf (bei Peter Kleemann und Alfonso Hüppi), 1978 wurde er Meisterschüler bei Alfonso Hüppi in Düsseldorf. Seit 1992 ist er Professor an der Staatlichen Akademie der Bildenden Künste Stuttgart und war 1997–2007 Kommissionsmitglied „Kunst am Bau“ der Oberfinanzdirektion Stuttgart.
Im Umfeld einer eher an abstrakten Tendenzen ausgerichteten Ausbildung an der Kunstakademie in Düsseldorf und des seinerzeit von Konzeptkunst dominierten Ausstellungsbetriebes entscheidet sich Bunk in der zweiten Hälfte der 70er Jahre für eine figurative Malerei. Zeitgleich zur Position der im Rheinland und Berlin aufkommenden Gruppierungen der „Neuen Wilden“, aber unabhängig und als Einzelfigur entwickelt Bunk seine Bilder in Begeisterung für Englische und Amerikanische Pop Art. Der Diskreditierung des Realismus und dem Missbrauch figurativer Malerei durch die zwei unterschiedlichen totalitäre Systeme des 20. Jahrhunderts in Deutschland versucht er, eine ironisch – melancholische Position entgegenzusetzen. Basis seiner Bilderfindungen bleibt die Beobachtung des Realen – ironisch auch als „proletarischer Manierismus“ oder als „Malerei des westlichsten DDR-Malers“ bezeichnet (Kasper König).
Neben großformatiger Malerei (Öl –, Acrylfarbe) entwickelt Bunk seine Thematik auch in einer Vielzahl von Zeichnungen, Aquarellen und Pastellbildern.
Erste Erfolge hatte Bunk bei den zwei durch den Basler Galeristen Felix Handschin 1979 und 1982 veranstalteten Ausstellungen „Hammerausstellung“ und „Hammer II“, in der junge Künstler neben etablierten Künstlern wie Jean Tinguely, Bernhard Luginbühl, Ben Vautier, Alfonso Hüppi, Michael Buthe, Jürgen Klauke gezeigt wurden. Weitere Bekanntheit brachten die Ausstellungen „von hier aus“, in Düsseldorf 1984 und die XIIIeme Biennale de Paris 1985.
1992 erfolgt der Ruf auf eine Professur an der Staatlichen Akademie der Bildenden Künste in Stuttgart. Zwischen 1992 und 1993 entstehen Bilder in Kooperation mit dem befreundeten Maler Peter Mell. Mitte bis Ende der 1990er Jahre kommt es in Bunks Werk wieder zu einer bewussteren Auseinandersetzung mit der Welt neuer Medien in Form von Collagen und Bilderserien. Seit ca. 2004/05 entstehen Malereien sich überlagernder Bildebenen, Wandbilder und Großformate.

## Ausstellungen
- 1977 Galerie Richter, erstmalige Ausstellung des Werkes „Die Drei von der Tankstelle“
- 1979 Galerie Traude Näke, Nürnberg
- 1982, 1983, 1985, 1987, 1991, 1993, 1996, 2003 Galerie Rainer Wehr, Stuttgart
- 1983, 1985 Galerie Anne Kleemann, Krefeld
- 1983 Kunstmuseum Düsseldorf
- 1983, 1984, 1989, 1995, 2001 Galerie Rolf Ricke, Köln
- 1986 Mannheimer Kunstverein
- 1988 Kunstverein Kassel
- 1988 Galerie Brigitta Rosenberg, Zürich
- 1989 Galerie Het Veem, Rotterdam
- 1990 Kunsthalle Nürnberg
- 1990 Galerie Gabi Kraushaar, Düsseldorf
- 1990 Holger Bunk–Installationen, Westfälischer Kunstverein Münster
- 1990 Annemarie- und Will-Grohmann-Stipendium 1990, Staatliche Kunsthalle Baden-Baden
- 1991 Portikus, Frankfurt am Main
- 1998 Das Labor der Bilder, Ulmer Museum
- 1999 Konrad-von-Soest Preis, Westfälisches Landesmuseum, Münster
- 2001 SchauraumShow Room, Wilhelm Morgner Haus, Soest, Künstlerhaus Paulistrasse 7A, Soest und Kunsthaus Möhnesee
- 2002 SchauraumShow Room, Gesellschaft der Freunde Junger Kunst Baden-Baden im Alten Dampfbad
- 2002 Neue Pastelle Aquarelle, Wandzeichnungen, Kunstverein Arnsberg
- 2004 Holger Bunk – Persönliche Stadtpläne, Kunstverein Galerie am Markt Schwäbisch Hall
- 2004 Reuten Galerie Amsterdam
- 2005 Kunstbunker, Nürnberg
- 2010, 2013 Galerie/Denkraum Siegburg
- 2016 Kunstforum der Herzklinik Bad Oeynhausen
- 2018 Kunsthalle Bielefeld
- 2021 Bildmischer, Städtische Galerie Lippstadt
- 2023 UND JETZT..., Städtische Galerie Villingen-Schwenningen

## Auszeichnungen (Auswahl)
- 1990 Annemarie- und Will-Grohmann-Stipendium des Landes Baden-Württemberg
- 1998 Konrad-von-Soest-Preis des Landschaftsverbandes Westfalen-Lippe
- 2001 Ingrid Kipper Stiftung Soest

## Werke in öffentlichen Sammlungen
- Kunstmuseum Basel
- Szépművészeti Múzeum (Museum of Fine Arts), Budapest
- Sammlung Rolf Ricke, Museum für Moderne Kunst Frankfurt
- Museum Kunstpalast – Düsseldorf
- Staatliche Museen Kassel – Gemäldegalerie
- Neues Museum Nürnberg
- LWL-Museum für Kunst und Kultur
- Staatsgalerie Stuttgart
- Museum Jorn – Silkeborg DK
- Kunstsammlungen Chemnitz
- Städtische Galerie Neunkirchen
- Statens Museum for Kunst – Copenhagen
- Ulmer Museum
- Museum Würth Künzelsau